# Franz Morawetz
Franz Morawetz (* 1872; † 27. Dezember 1924) war ein Wiener Uhrmacher und Erfinder.

## Leben

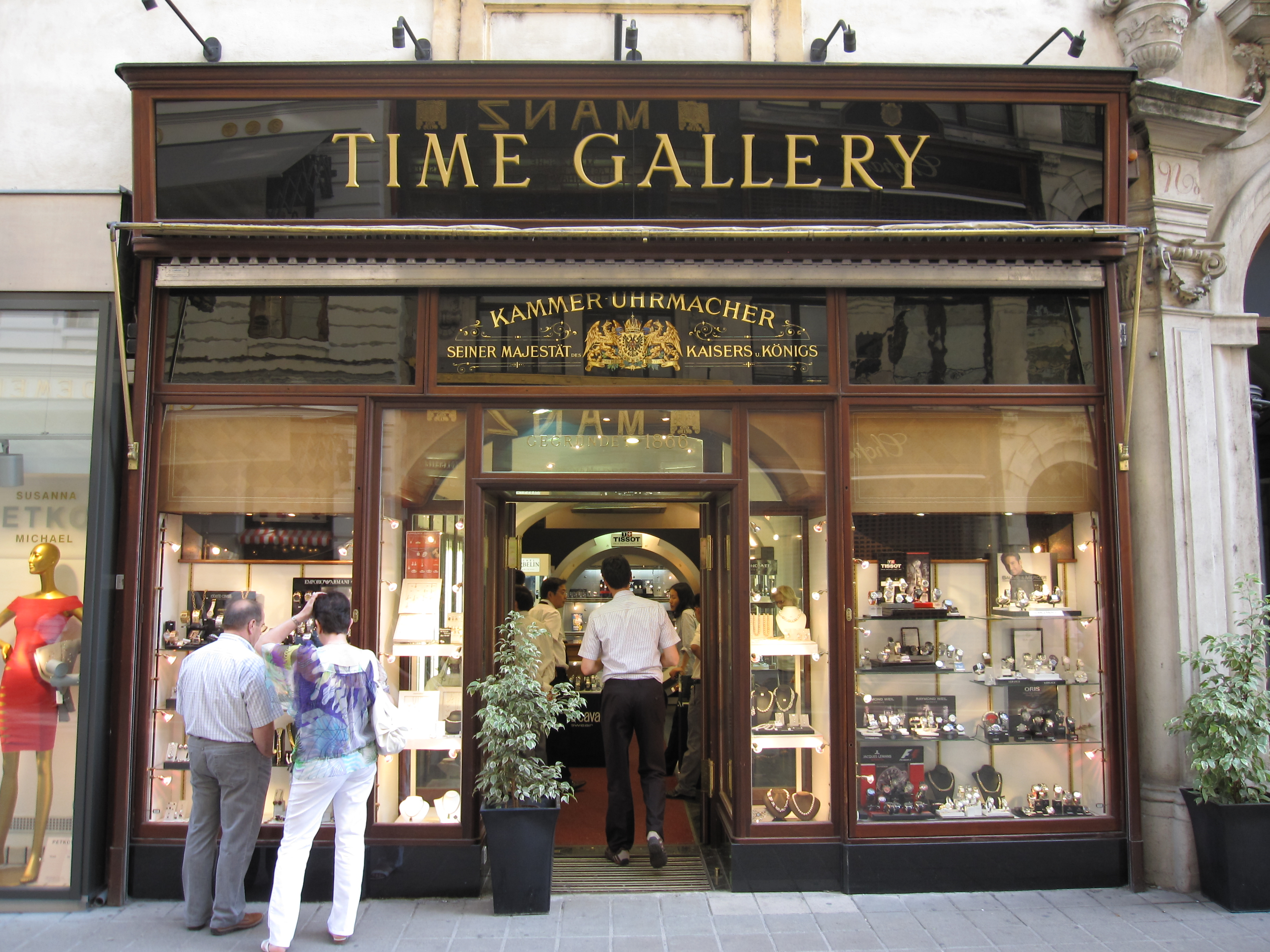
Ehemaliges Geschäft von Morawetz am Kohlmarkt 11 im 1. Wiener Bezirk

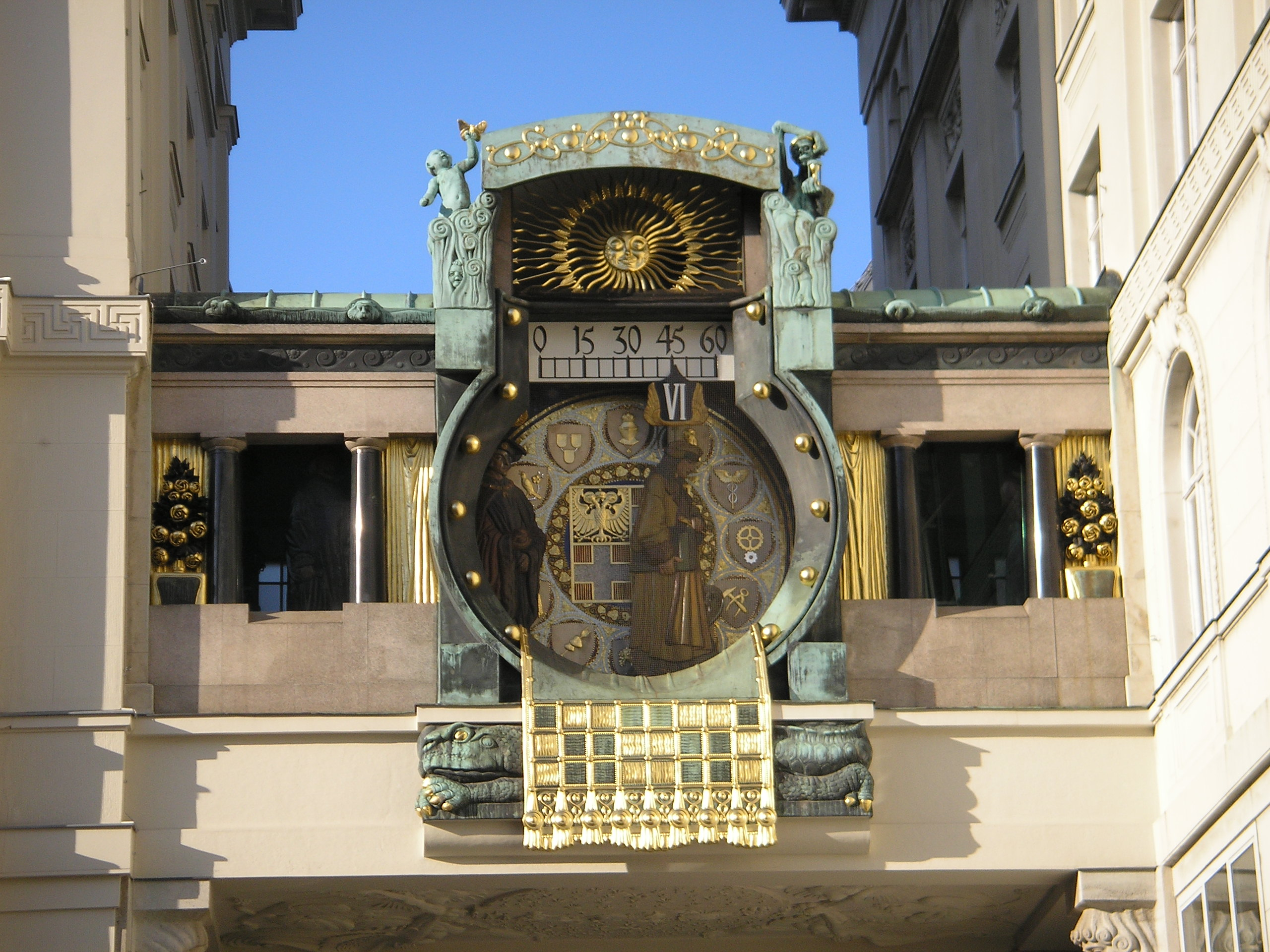
Das Uhrwerk der Ankeruhr am Hohen Markt wurde 1913/14 von Franz Morawetz hergestellt

Franz Morawetz war der nachfolgende Inhaber des von Carl Morawetz ab 1866 an der Neubaugasse 28 im 7. Wiener Bezirk Neubau geführten Uhrengeschäfts, das auch die Aristokratie und den kaiserlichen Hof belieferte. Für seine Kompetenz wurde er zum k.u.k. Hof-Uhrmacher und k.u.k. beeideten Schätzmeister ernannt. Ab 1900 befand sich der Hauptsitz am Kohlmarkt 11 im 1. Bezirk.
Außer dem Vertrieb von Taschen-, Blinden- und kleineren Uhren war Morawetz in den Jahren 1913/14 für die Herstellung der technischen Einrichtungen der „Ankeruhr“ am Hohen Markt verantwortlich. Am 22. September 1914 erhielt er den Titel des k.u.k. Kammer-Uhrmachers des Kaisers Franz Joseph I., was eine noch höhere Ehre als der Hoftitel war.
In den ehemaligen Geschäftsräumen am Kohlmarkt befindet sich immer noch ein Uhrengeschäft. Die gläserne Firmentafel mit dem Schriftzug „Kammer-Uhrmacher Seiner Majestät des Kaisers u. Königs“ und dem persönlichen Wappen des Kaisers ist über dem Eingang erhalten. Er wurde am Wiener Zentralfriedhof bestattet.

Abbildung über den Betrieb von elektrischen Uhren mittels elektrischer Wellen, von Franz Morawetz

## Erfindung

### Betrieb von elektrischen Uhren mittels elektrischer Wellen
Franz Morawetz war technisch auf dem Gebiet der Uhren ein Pionier. Gemeinsam mit Dr. Max Reithoffer erfand und entwickelte er 1905 eine „Einrichtung zum Betrieb elektrischer Uhren durch elektrische Wellen“. Die Erfindung bestand bei einem von einer Zentralstation in bestimmten Zeitintervallen ausgesandten Signal darin, dass in der Empfangsstation durch dieses empfangene Signal ein Laufwerk aufgezogen wurde, das anschließend von einer Feder durch ein Pendel gehemmt allmählich in seine ursprüngliche Lage zurückkehrte und erst daraufhin der vorübergehend unterbrochene Empfangsstromkreis wieder geschlossen wurde, um auf den nächsten Impuls zu warten. Da die Sendezeitintervalle auf etwa 1 Minute eingestellt waren, wäre für eine ausreichende Ganggenauigkeit der Empfang jedes einzelnen minütlichen Sendesignalimpulses erforderlich gewesen.
Die Erfindung erhielt ein Patent in der Schweiz und beim Kaiserlichen Patentamt in Berlin.
Da die Erfindung in der Praxis nicht umsetzbar war, wurde diese nicht vermarktet.